# آنتون سرر
آنتون سرر (به انگلیسی: Anton Cerer) (زادهٔ ۳۰ اکتبر ۱۹۱۶) شناگر اهل یوگسلاوی است.